# Церква святого Володимира (Лос-Анджелес)
Катедра Святого Князя Володимира знаходиться в історичному районі Лос-Анджелеса, прилеглому до Голлівуду. Це - перша Українська і одна з перших православних парафій в Каліфорнії, була утворена в 20-х роках минулого століття українцями, що рятувалися від більшовицького терору. Архітектура храму втілила національні межі і традиції Української церкви.
Парафіяни підтримують відвічні Українські і Православні традиції. Служби проходять на Українській і Англійській мовах.

## Історія Парафії
Приблизно з 1920 року почали переселяться перші українці зі Східної Америки в Каліфорнію. Емігрантські труднощі і відсутність грошей не дозволили їм запросити священика в першу громаду.
Через деякий час пан Микола Новак (один з організаторів українського життя в Лос-Анджелесі) 3 січня 1945 року написав: «Є тут 300 українських сімей, у них немає Українського Народного Дому, Української Церкви і Української організації — всюди велика українська порожнеча українці пішли в різні ворожі організації. І, все ж, завдяки кільком десяткам українських сімей, які організувалися в Український Центр, ми можемо говорити про Українську Громаду в Лос-Анджелесі». Завдяки цій Громаді було покладено початок для будівництва Українського Народного Дому і з'явилася надія запросити українського священика.

З Канади до Каліфорнії (листопад 1946 року) переїжджає Все.о. Петро Маєвський, як місіонер. Він був першим, не маючи грошей і підтримки з боку громади, який почав служити українцям. Більш того, він дав розписку парафіянам, що не вимагатиме від них грошей за свою роботу поки вони самі не зможуть платити. Майже 20 років його винагорода становила від 50 до 100 доларів на місяць.
Також першим засновником Українського Приходу була пані Олена Мельник. Саме нею у вересні 1946 року було зроблено перший внесок в розмірі $ 100. Її приклад наслідували ще 17 осіб. Друга засновниця парафії — пані Анна Мазуркевич.
З приїздом о. Петра Маєвського був скликаний загальний збір Приходу, на якому був затверджений офіційно Український Православний Прихід Св. Володимира в Лос-Анджелесі, Каліфорнія. Прихід був організований без будь-якого Церковного посередника. Так само був організований о. Маєвським Церковний хор, який співав під час Церковної служби.
Почалася велика праця — щотижневі Богослужіння (Перша 23 лютого 1947 року), які проходили в рентованих залах. Також проводились спільні обіди, які приносили дохід Приходу. Найбільше в організації і приготуванні обідів взяла участь пані Софія Малиновська.

На другому році існування Парафії на Загальних Зборах Парафії був прийнятий Парафіяльний Статут. (6 червня 1948 р.) В основу життя Приходу були закладені ті посади, що й були прийняті в Україні під час відродження Української Автокефальної Православної Церкви, 1921 р.
Будь-яка власність, придбана Приходом, рухоме і нерухоме майно - є власність Парафії, і ніколи не може бути передана у володіння будь-кому іншому.
В кінці того ж року Парафія отримала чартер, затверджений урядом штату Каліфорнія - 6 грудня 1948 року.

Але мрія Парафії була, щоб мати свій власний будинок, де крім служби можна було б збиратися не тільки на церковні свята, а й на всі соціальні заходи, як для дітей, так і для дорослих. Через короткий час було вирішено, що Прихід разом з Товариством Українська Централь придбає землю під будівництво спочатку Народного Дому, а потім Церкви.
На придбаних землях, в липни 1949 року розпочалося будівництво церковної Авдиторії. Будівництво було доручено пану Василю Мартіну і майстрам пану В. Тимчуку і пану М. Міхно. Грошей постійно не вистачало, будівництво зупинялося, але люди давали довгострокові кредити і будівництво тривало. 26 лютого 1950 року Прихід мав свою першу Службу в новому домі.

## Будівництво Церкви
Безперечно, від самого початку зорганізування своєї Парафії, вірні мріяли, щоб мати свою церкву, і мрії ці почали здійснюватись, коли в 1961 році було розпочато будівництво церкви. Як вказано попередньо в історії Парафії, початки її були дуже тяжкими - не велика громада три роки тулилась в чужій найманій залі, до купівлі гарної й великої території за майже $10000 і до споруди церковної Авдиторії. На річних зборах Парафії, 7 лютого 1954 року, було вирішено відкрити окремий «Фонд Будови Церкви». Фонд почав зростати і в 1961 році він мав $ 40000. Дуже складною була справа в пошуках відповідного архітектора, який знав би стиль будови українських церков. Напевно, з Божої Волі, випадок привів до зустрічі з архітектором-українцем, п. Юрієм Куреленком, який за дуже скромну нагороду, згодився не тільки розробити проект, але й наглядати за будовою Церкви. З великою радістю було глядіти, як стіни Церкви почали підноситись, як Церква скоро росла, а за усім наглядав архітектор п. Ю. Куреленко.
Парафіяни вирішили побудувати вітражі на вікнах та багато всього іншого, але знову потрібні були гроші, і віряни знов і знов їх давали. Вікна прекрасно виконала фірма - Г. Д. Меррил Ко, Лос-Анджелес. Зразки ікон подав о. Маєвський, з яких три - «Христос Бог - Слово», «Св. Кн. Ольга» і «Св. Кн. Олена» — є копіями ікон з Величавого Св. Володимирського Собору в Києві. На стелі в центрі мозаїчний образ Христа Вседержителя. Його виконала художник панна А. Мінія. Ікона 6 футів в промірі на золотому тлі образ Христа Вседержителя, по зразку ікони в Соборі Св. Володимира в Києві. Іконостас в Церкві виконав художник, проф. В. Кричевський. 10 Ікон на другому ярусі Іконостаса виконав теж художник проф. В.Кричевський. Особливе містичне враження створюють два вітражі на фронті Церкви, що автоматично освітлюються ввечері і гаснуть о півночі - Христос Добрий Пастир і Янгол Молитви.
Збудувавши церкву та все у середині - парафія стала готуватися до Посвячення і Відкриття Церкви. Урочистість складалась з 3-ох частин:
1. Посвячення Церкви й Покладення в «Угольний камінь» історичних документів з життя Парафії, а також землі із Софійского Собору, та «цеголки» із зруйнованого монастиря Печерської Лаври в Києві, потім Літургія, з процесійним обходом кругом Церкви.
2. Загальний обід в залі Народного Дому — для своїх і запрошених гостей з усіх українських організацій.
3. Духовний концерт.
Свято це відбулось на Зелені Свята, дня 17 червня 1962 року.